# Solenidae
La de los solénidos (Solenidae) es una familia de moluscos bivalvos del orden de los veneroides, conocidos cómo navajas (al igual que las especies de la familia de los fáridos, estrechamente emparentada).

## Taxonomía
La familia comprende tan solo dos géneros:
- Familia Solenidade
  - Género Solen Linnaeus, 1758
  - Género Solena Mörch, 1853